# Soli (album Adriano Celentano)
Soli è il 19° album di Adriano Celentano pubblicato nel 1979.

## Tracce
1. Soli (Miki Del Prete, Cristiano Minellono e Toto Cutugno)
2. People (Jule Styne e Bob Merrill)
3. Pay, pay, pay (con Claudia Mori) (Vito Pallavicini, Gianluigi Guarnieri, Michele Vasseur)
4. Io e te (Cristiano Minellono, Giuseppe Di Stefano)
5. Amore no (Cristiano Minellono, Toto Cutugno)
6. Non è (Cristiano Minellono, Toto Cutugno)
7. Stivali e colbacco (Miki Del Prete, Eros Sciorilli, Fiorenzo Batacchi)
8. Medley
9. Qua la mano (bonus track, ristampa su CD)